# 11-я бригада Армии Людовой «Свобода»
11-я бригада Армии Людовой «Свобода» (пол. 11 Brygada Armii Ludowej «Wolność») — это партизанское соединение Армии Людовой, которое действовало в 1944 году на оккупированной нацистской Германией территории Польши.

## История
К осени 1944 года на оккупированной немцами территории Польши находилось значительное количество советских граждан - военнопленные и заключённые концентрационных лагерей, многих из которых немцы использовали на принудительных работах, а также беглецы (в том числе, дезертировавшие военнослужащие "восточных легионов"), находившиеся на нелегальном положении. Несколько тысяч советских граждан к этому времени вступили в польские антифашистские организации движения Сопротивления.
13 сентября 1944 года командующий III округа Армии Людовой подписал приказ № 57 от 13 сентября 1944 года о создании 11-й бригады Армии Людовой и назначении командира бригады.
Личный состав бригады комплектовался преимущественно из советских военнопленных. Командиром бригады стал лейтенант РККА Степан Рященко, комиссаром — лейтенант В. Т. Маркитенко, начальником штаба — лейтенант Леонид Злобин. Общая численность личного состава бригады составляла около 200 человек.
Трое из партизан бригады являлись немцами по национальности, при этом одним из них был добровольно перешедший на сторону партизан немецкий жандарм.
С момента создания, 10-я и 11-я бригады Армии Людовой были включены в состав советского соединения Армии Людовой (Zgrupowanie Radzieckie Armii Ludowej), которым командовал полковник Т. Ф. Новак ("Пётр").
Бригада действовала на территории Келецкого воеводства Польши. В августе – сентябре 1944 года, во время боёв войск 1-го Украинского фронта на Сандомирском плацдарме бригада действовала в тылу немецких войск (бригадой были пущены под откос пять эшелонов, взорваны два моста и уничтожены пять автомашин с гитлеровцами).
29-30 сентября 1944 года бригада (совместно с другими подразделениями AL) принимала участие в сражении у Грушки, а после окончания оборонительного боя - по приказу командования пошла на прорыв и прорвала кольцо окружения (поставленная задача была выполнена, но в этом ночном бою потери бригады составили 32 человека убитыми и 97 ранеными).
После приближения линии фронта к району деятельности бригады в октябре 1944 года, бригада перешла линию фронта и вышла в расположение советских войск.